# Журавель канадський
Журавель канадський (Antigone canadensis) — вид журавлів, що поширений у Північній Америці.

## Поширення
Вид поширений у Північній Америці від Аляски на півночі до Баффінової землі, Гудзонової затоки та Онтаріо на сході і на південь до Каліфорнії, Аризони, Невади, Колорадо, на південний схід до Флориди, а також в західній частині Куби та на острові Пінос. Є численна популяція на північному сході Азії в басейні річки Анадир.
Зимує канадський журавель в південних частинах Північної Америки: Каліфорнія, Аризона, Техас, Луїзіана, в долині Міссісіпі і в Мексиці.

## Опис
Максимальний ріст становить 1,5 м (у підвиду G. c. tabida). Найдрібніші підвиди доростають до 80 см. Розмах крил 1,7-2,1 м. Основний колір оперення сірий. На верхній передній частині голови пір'я відсутнє. Гола шкіра має червоний колір. Інша частина голови і шия світло-сірі. У нижній частині голови під очима пір'я має білий колір. Ноги темні. Статевий диморфізм не виражений, тільки самці трохи більші за самиць. Колір оперення молодих птахів світло-коричневий.

## Спосіб життя
Населяє горбисті і гористі чагарникові або трав'янисті тундри. Перелітний птах. У цілому рідкісний, але місцями порівняно звичайний.
Канадський журавель добре пристосований до важких кліматичних умов. Під час насиджування яєць активний цілодобово. Цьому сприяють довгі полярні дні. Відпочиває, стоячи на одній нозі і склавши голову на крило. У зимовий період птах активний удень. При цьому представники виду збираються в невеликі зграї. Ночує на мілководді або на островах. Вранці відлітає годуватися на болотисті луки або поля.

### Живлення
Основу раціону складає рослинна їжа. Це зерна, різні ягоди і болотяна трава. У зимовий період переважають залишки насінних культур. Це пшениця, ячмінь, кукурудза. Підбирається це все на прибраних полях. Тваринна їжа служить додатковим кормом. Сюди можна віднести гризунів, рибу, жаб, молюсків. Поїдають також яйця інших птахів та їхніх пташенят. Їжею також служать комахи.

### Розмноження
Гніздиться у болотистих низовинах серед пагорбів, поблизу озер або річок. Гніздо розташовується на сухому місці, часто серед чагарникової рослинності, підстилка в ньому майже відсутня. Кладка в червні, складається з 2 коричнево-бурих або вохристо-кремових з червоно-коричневими плямами яєць. Розмір яєць в середньому становить 9,42 × 6,05 см. Інкубаційний період триває 29-32 дня. На крило пташенята стають через 67-75 днів.

## Чисельність
Це найчисельніший вид журавлів, його загальна популяція за оцінками орнітологів на 2007 рік становить близько 650 тис. особин. У цілому популяція канадського журавля залишається стабільною, хоча в деяких регіонах спостерігається їх зменшення.

## Підвиди
Розрізняють 6 підвидів канадського журавля, які значно різняться за розміром і вагою:
- G. c. canadensis — Малий канадський журавель, найдрібніший підвид (ріст 80-106 см, вага менше 3,2 кг), що гніздиться в арктичних регіонах.
- G. c. rowani — проміжний підвид між G. c. canadensis і G. c. tabida
- G. c. tabida — Великий канадський журавель, найбільший підвид (ріст 137—150 см, вага більше 4,5 кг), гніздиться в середніх широтах.
- G. c. pratensis — Флоридський журавель, мешкає у Флориді.
- G. c. pulla — Міссісіпський канадський журавель, мешкає в Міссісіпі.
- G. c. nesiotes — Кубинський журавель, мешкає на Кубі.